# Appena prima di partire (singolo)
Appena prima di partire è un singolo del gruppo musicale italiano Zero Assoluto, pubblicato il 27 febbraio 2007 come primo estratto dall'album omonimo.

## Descrizione
Con questa canzone il duo ha partecipato al Festival di Sanremo 2007, classificandosi alla nona posizione. Nella terza serata del festival, gli Zero Assoluto hanno cantato il brano insieme alla cantante canadese Nelly Furtado, con cui in precedenza avevano già duettato in una versione del brano All Good Things (Come to an End).
L'11 maggio 2008 il singolo è stato pubblicato in Germania in una versione italo-inglese intitolata Win or Lose (Appena prima di partire), incisa insieme alla Furtado.

## Video musicale
Il videoclip, diretto da Cosimo Alemà e girato a Barcellona, è una storia d'amore fra un ragazzo statunitense e una ragazza locale che è destinata però a finire presto, salvo un momento di riavvicinamento nel finale appena prima di partire. Il ragazzo, che si aggira per la città, incrocia più volte i due componenti degli Zero Assoluto.
Esiste anche una seconda versione del video che vede anche la partecipazione di Nelly Furtado. Il video è come l'originale, tranne l'aggiunta di alcune scene della cantante che esegue il brano, seduta su un divanetto all'interno di un bar, ed in seguito all'interno di un taxi. In una scena il ragazzo statunitense protagonista del video incrocia la Furtado, mentre lei esce dal locale per entrare nel taxi.

## Tracce
CD promozionale (Italia)
1. Appena prima di partire – 3:21

CD singolo (Germania)
1. Win or Lose (Appena prima di partire) (Zero Assoluto feat. Nelly Furtado) – 3:21
2. Appena prima di partire – 3:19
3. Ora che ci sei – 3:50
4. Win or Lose (Appena prima di partire) (feat. Nelly Furtado) (Video)

## Classifiche
| Classifica (2007) | Posizione massima |
| ----------------- | ----------------- |
| Italia            | 7                 |
| Classifica (2008) | Posizione massima |
| Francia           | 31                |
| Germania          | 64                |